# Thuận Bắc
Thuận Bắc là một xã thuộc tỉnh Khánh Hòa, Việt Nam.

## Lịch sử
Ngày 16 tháng 6 năm 2025, Ủy ban Thường vụ Quốc hội ban hành Nghị quyết số 1667/NQ-UBTVQH15 về việc sắp xếp các đơn vị hành chính cấp xã của tỉnh Khánh Hòa năm 2025 (nghị quyết có hiệu lực cùng ngày). Theo đó, hợp nhất các xã Bắc Phong, Phước Kháng và Lợi Hải thành xã Thuận Bắc.

## Địa lý
Xã Thuận Bắc có ranh giới với các xã:
- Phía Bắc giáp xã Công Hải
- Phía Nam giáp xã Xuân Hải
- Phía Đông giáp xã Ninh Hải
- Phía Tây giáp xã Mỹ Sơn

Xã có diện tích 137,21 km², dân số năm 2025 là 25.744 người, mật độ dân số đạt 188 người/km².